# Gorenflos
Gorenflos és un municipi francès situat al departament del Somme i a la regió dels Alts de França. L'any 2007 tenia 259 habitants.

## Demografia

### Població
El 2007 la població de fet de Gorenflos era de 259 persones. Hi havia 94 famílies de les quals 16 eren unipersonals (4 homes vivint sols i 12 dones vivint soles), 33 parelles sense fills, 37 parelles amb fills i 8 famílies monoparentals amb fills.
La població ha evolucionat segons el següent gràfic:
Habitants censats

### Habitatges
El 2007 hi havia 109 habitatges, 96 eren l'habitatge principal de la família, 4 eren segones residències i 9 estaven desocupats. Tots els 108 habitatges eren cases. Dels 96 habitatges principals, 80 estaven ocupats pels seus propietaris, 9 estaven llogats i ocupats pels llogaters i 6 estaven cedits a títol gratuït; 5 tenien dues cambres, 12 en tenien tres, 24 en tenien quatre i 54 en tenien cinc o més. 67 habitatges disposaven pel capbaix d'una plaça de pàrquing. A 39 habitatges hi havia un automòbil i a 45 n'hi havia dos o més.

### Piràmide de població
La piràmide de població per edats i sexe el 2009 era:
| Homes | Edats   | Dones |
| ----- | ------- | ----- |
| 0     | 95 o +  | 0     |
| 0     | 90 a 94 | 4     |
| 4     | 85 a 89 | 0     |
| 0     | 80 a 84 | 4     |
| 12    | 75 a 79 | 4     |
| 0     | 70 a 74 | 12    |
| 8     | 65 a 69 | 0     |
| 4     | 60 a 64 | 8     |
| 0     | 55 a 59 | 0     |
| 4     | 50 a 54 | 12    |
| 16    | 45 a 49 | 12    |
| 4     | 40 a 44 | 12    |
| 8     | 35 a 39 | 4     |
| 12    | 30 a 34 | 12    |
| 4     | 25 a 29 | 4     |
| 8     | 20 a 24 | 0     |
| 4     | 15 a 19 | 8     |
| 16    | 10 a 14 | 4     |
| 16    | 5 a 9   | 8     |
| 12    | 0 a 4   | 8     |

## Economia

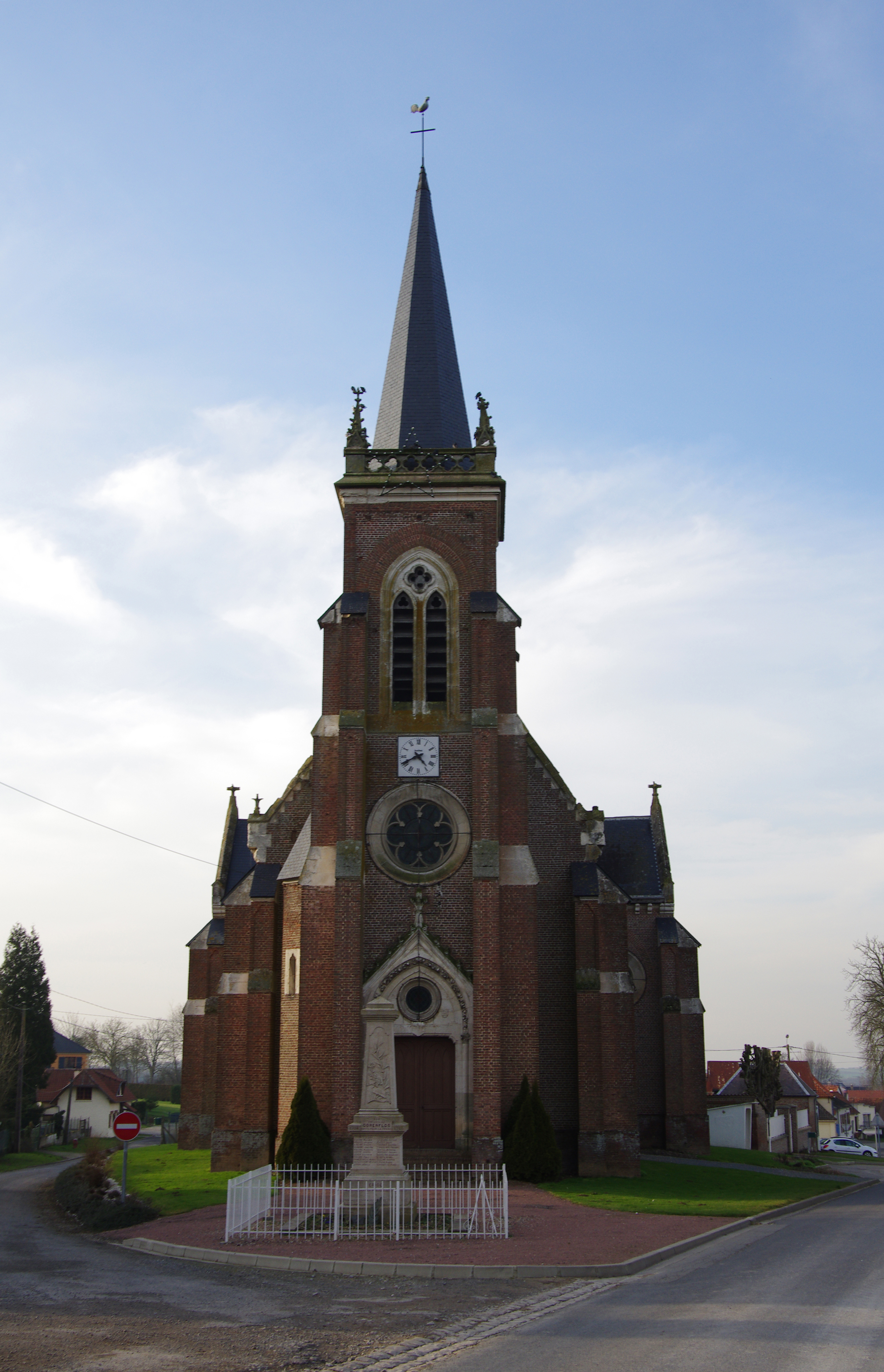

El 2007 la població en edat de treballar era de 167 persones, 122 eren actives i 45 eren inactives. De les 122 persones actives 109 estaven ocupades (60 homes i 49 dones) i 13 estaven aturades (4 homes i 9 dones). De les 45 persones inactives 10 estaven jubilades, 16 estaven estudiant i 19 estaven classificades com a «altres inactius».

### Ingressos
El 2009 a Gorenflos hi havia 99 unitats fiscals que integraven 253 persones, la mediana anual d'ingressos fiscals per persona era de 15.823 €.

### Activitats econòmiques
Dels 3 establiments que hi havia el 2007, 1 era d'una empresa de construcció, 1 d'una empresa de comerç i reparació d'automòbils i 1 d'una empresa classificada com a «altres activitats de serveis».
Dels 3 establiments de servei als particulars que hi havia el 2009, 1 era un taller de reparació d'automòbils i de material agrícola, 1 lampisteria i 1 perruqueria.
L'any 2000 a Gorenflos hi havia 10 explotacions agrícoles que ocupaven un total de 1.032 hectàrees.

## Equipaments sanitaris i escolars
El 2009 hi havia una escola maternal integrada dins d'un grup escolar amb les comunes properes formant una escola dispersa.

## Poblacions més properes
El següent diagrama mostra les poblacions més properes.